# Anne Romby
Anne Romby (née en 1959) est graveuse, illustratrice, peintre et autrice française, notamment en littérature jeunesse.

## Biographie
Anne Romby est née à Saint-Quentin. Elle étudie les Beaux-Arts à Saint-Quentin (Aisne) en 1976, puis aux Beaux-Arts de Reims jusqu'en 1980 et à l'École supérieure des arts décoratifs de Strasbourg, entre 1980 et 1983. Diplôme de gravure et d’Illustration.
Elle vit actuellement à Strasbourg,,.

## Distinction
Elle a obtenu plusieurs prix :
- Le prix UNICEF de Bologne en 1992 pour l’oiseau aux ailes de plomb, écrit par Patricia Colomb, aux Éditions Casterman
- Le prix Saint-Exupéry livre jeunesse en 2001 pour Le Génie du Pousse-pousse, écrit par Jean-Côme Noguès aux Éditions Milan
- Le prix Chrétien de Troyes en 2002 pour le Génie du Pousse-pousse, Éditions Milan
- Prix Amerigo-Vespucci Jeunesse en 2002, pour La nuit de l'Ylang-Ylang, écrit par Frédéric Toussaint (Actes Sud Junior)
- Le prix de Saint Dié des Vosges en 2003
- Le Grand Prix de la Société des gens de lettres (SGDL) du livre Jeunesse en 2011, pour L'Oiseau magique, écrit par Yveline Feray chez Picquier Jeunesse.

## Publications illustrées
Elle a participé à de nombreuses œuvres en tant qu’illustratrice ou auteure,,,,,, dont :
- Le Tigre du terrain vague, récit de Sebastià Sorribas, Éd.de l'amitié, 1984
- Le Mouton noir et le loup blanc, Fable de Bernard Clavel, Flammarion, 1984
- Au revoir, Fénimore, récit d’ Yvon Mauffret, Gallimard, 1984
- Les binocles de Boubou, de Anne Romby, Éditions Gakken Co LTD, Japon, 1985
- Trois contes de Grimm, de Anne Romby, Éditions Kasei-Sha, Japon,1985
- Moi, Marguerite, de Michel Laporte,(Les Héritières. 1), Nathan, 1987
- Anne à l'école des femmes, de René Escudié, (Les Héritières. 2), Nathan, 1987
- Viva Isabel !, de Jacqueline Mirande, (Les Héritières. 3), Nathan, 1987
- Mississippi Jane, de José Féron, (Les Héritières. 4), Nathan, 1987
- Pretty Louise, d’ Isabelle Jan (Les Héritières. 5), Nathan, 1987
- Marie-Madelon, de François Collombet, (Les Héritières. 6), Nathan, 1987
- Aliénor, deux fois reine, Polly Schoyer Brooks, Ed.Hachette, trad. de l'anglais par Dominique Tournier, Traduction de : Queen Eleanor, independent spirit of the medieval world, Librairie générale française, 1987
- 10 contes de fées, Ed.de l'amitié, 1988
- Dans une villa gallo-romaine, d’ Elisabeth Trimbach, Nathan, 1988
- La Mélodie de la peur, de Boileau-Narcejac, Rageot, 1989
- Poil de carotte, par Jules Renard, Nathan, 1989
- Superman contre CE2, de Catherine Missonnier, Rageot, 1989
- La Chevalière et le panaché blanc, de André Hodeir, Hachette, 1989
- Les étoiles ensevelies, de Pierre Pelot, Ed.Rageot, 1990
- C'est la vie, Lili, de Valérie Dayre, Ed.Rageot, 1991
- La patte du chat, de Paul Thiès, Milan, 1991
- Voyage en Grèce antique, de Olivier Jozan, Rouge et or, 1991
- L'oiseau aux ailes de plomb, de Patricia Colomb, Casterman, 1991
- Ali de Bassora voleur de génie, de Paul Thiès, Ed.Rageot, 1992
- Comme sur des roulettes, de Malika Ferdjoukh, Ed.Rageot, 1992
- L'année noire, de Valentine Boniface, Casterman, 1992
- Les passagers du Gois de Marie Dufeutrel, Ed. Rageot, 1992
- la cour aux étoiles, de Evelyne Brisou-Pellen, Ed. Rageot, 1992
- La cane de Barbarie, de Bernard Clavel, Points Seuil, 1992
- B comme Béatrice, de Geneviève Senger, Ed.Rageot, 1995
- Adieu Benjamin, de Chantal Cahour, Ed.Rageot, 1995
- La cachette magique d'Ahram Waoune, de Frédéric Toussaint, Actes Sud junior, 1998
- Le génie du pousse-pousse, conte de Jean-Côme Noguès, Milan, 2001, réédité en 2019
- La nuit de l'ylang-ylang, de Frédéric Toussaint, Actes Sud junior, 2001 (2001)
- Peau d'âne, d’ Anne Jonas, d'après Charles Perrault, Milan, 2002, réédité en 2019
- Le prince de Venise, conte de Jean-Côme Noguès, Milan, 2003
- La Belle et la Bête, de Jeanne-Marie Leprince de Beaumont, Milan, 2004, réédité en 2018
- Les trois plumes, conte d'après les frères Grimm, d’ Anne Jonas, Milan jeunesse, 2004
- Noël, le grand livre des contes, des poésies et des chansons, Collectif chez Milan, 2005
- Le grand livre des doudous, collectif aux Éditions Gauthier.Langereau, 2007
- Le fou des fleurs, conte d’ Yveline Féray, Picquier jeunesse, 2005, réédité en 2018
- Kahalim l'opulent, conte de Gérard Moncomble, Milan jeunesse, 2006
- Fleur de Cendre, conte d’ Annick Combier, Milan, 2006, réédité en 2007 et 2017, Nouvelle publication en Janvier 2025 aux Éditions Akinomé.
- Zhao l'enfant-peintre, un récit d'Anne Jonas, Milan, 2007
- La princesse sans nom, conte de Hugues Paris , Milan, 2008
- Amani, faiseur de pluie, conte touareg de Ghislaine Roman, Milan, 2010
- L'oiseau magique, conte Tibétain d’Yveline Féray, Éditions P. Picquier, 2010
- La nuit du prince grenouille, conte balinais de Annick Combier, Milan, 2012
- Sur l’Aile du Vent de Anne Romby, 2016
- Les Chemins de Mò Encres et Poèmes, 2019 Ed.Astrid Franchet